# Hilwartshausen (Dassel)
Hilwartshausen ist ein zur Stadt Dassel gehörendes Dorf im Landkreis Northeim.

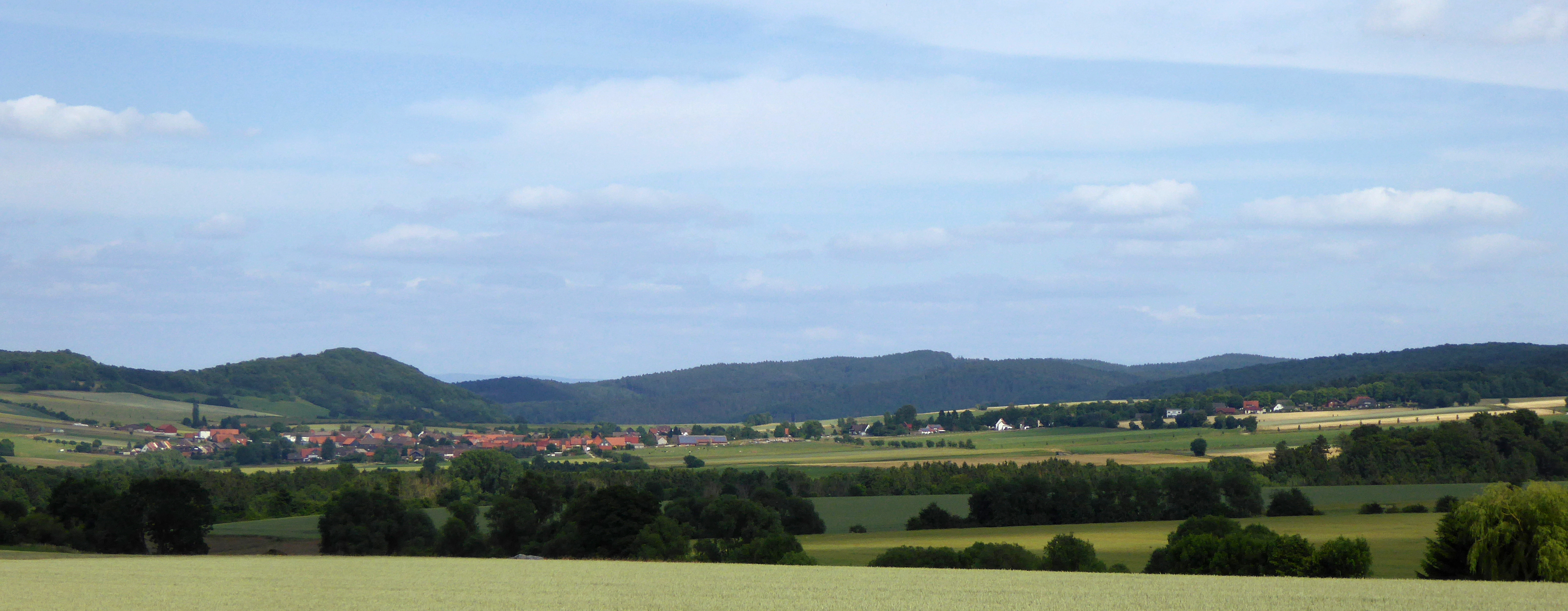
Hilwartshausen, Westansicht

## Geographie
Hilwartshausen liegt zwischen Ellenser Wald und Solling. Relliehausen liegt westlich, Lauenberg östlich von Hilwartshausen.

## Geschichte
Die erste urkundliche Erwähnung dieses Ortes ist wegen möglicher Verwechselung mit dem Kloster schwierig zuzuordnen. Als sicher gilt die Zugehörigkeit zur Grafschaft Dassel bis 1310, so dass es also bereits vor diesem Jahr mindestens einen Hof dort gab.
Bei Hilwartshausen tritt die politische Grenze zwischen Bischofs- und Herzogsland, die lange Zeit mitten durch das Dorf etwa entlang der heutigen Landstraße von Lauenberg nach Relliehausen verlief, nur noch wenig in Erscheinung. Vor und nach dem Zweiten Weltkrieg entstanden in diesem Ort neue Siedlungsteile südlich der Landstraße und westlich des Ortes in Richtung Relliehausen.
Hilwartshausen wurde am 1. März 1974 in die Stadt Dassel eingegliedert.

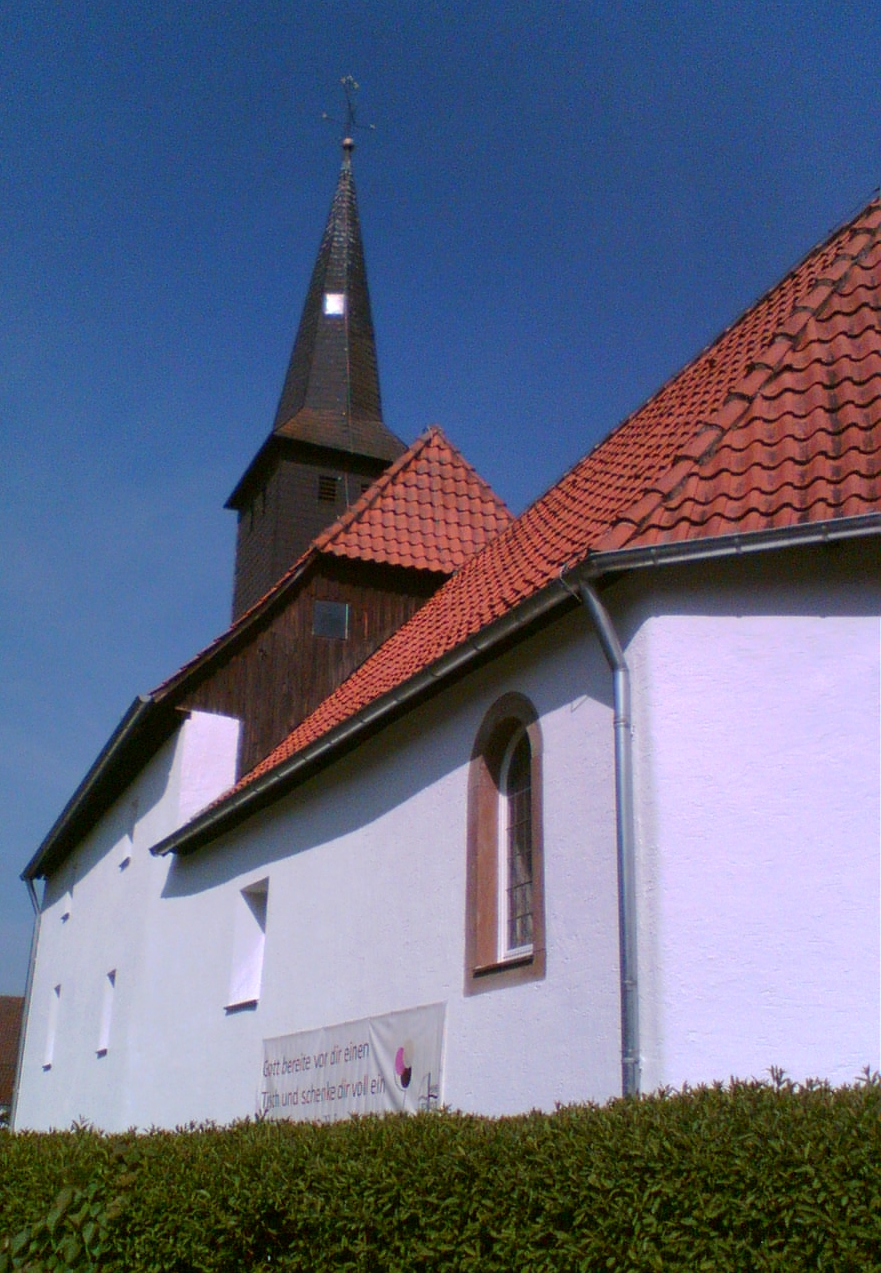
Kirche Hilwartshausen

## Politik

### Ortsrat
Hilwartshausen hat einen neunköpfigen Ortsrat, der seit der Kommunalwahl 2021 von sieben Mitgliedern der SPD und vom parteilosen Andreas Traupe besetzt ist. Traupe besetzt aufgrund seines erhaltenen Stimmenanteils zwei Sitze im Rat. Die Wahlbeteiligung lag bei 67,75 Prozent.

### Ortsbürgermeister
Ortsbürgermeister ist Achim Lampe, stellvertretender Ortsbürgermeister ist Achim Eggert.

### Wappen
Im 16. Jahrhundert schmückte Johannes Letzner den Hof zu einer Burg aus und ordnete ihr den Namen Schnackenburg zu, ohne einen urkundlichen Beleg anzugeben. Der Sage nach gab es in Hilwartshausen sogar zwei Burgen. Im 18. Jahrhundert griff Carl Gottlob Cramer den Namen Schnackenburg für die Figur des Gegenspielers zu seinem Romanhelden Adolph der Kühne auf. Für das Ortswappen wurde dann auf niederdeutsche Sprachwurzeln des Wortes Schnackenburg Bezug genommen.

## Kultur und Sehenswürdigkeiten
- Der Karnevalsverein Hilwartshausen ist im Ort aktiv.[6] Der örtliche Reit- und Fahrverein RFV Hilwartshausen/Lauenberg verfügt über eine Reithalle. Die anderen Sportarten sind im TSV Hilwartshausen organisiert.
- Die Kirche besitzt keinen Turm, stattdessen einen Dachreiter.